# Азов (линейный корабль, 1826)
«Азо́в» — 74-пушечный парусный линейный корабль, флагман русского флота, герой Наваринского сражения, первый русский корабль, удостоенный кормового Георгиевского флага. «Азов» относился к типу «Иезекииль» — последней крупной серии русских парусных кораблей, относившихся к линейным кораблям 2-го ранга. Эти корабли обладали прочным корпусом, хорошей мореходностью, удобным расположением орудий и рациональной внутренней планировкой. Всего было построено 25 кораблей этого типа. Хотя эти корабли классифицировались как 74-пушечные, в реальности они вооружались бо́льшим числом орудий.
«Азов», получивший своё имя в честь победы Петра I над турками в 1696 году, вошёл в состав Балтийского флота Российской империи и за пять лет своего существования стал одним из самых прославленных кораблей Русского флота. Славу и Георгиевский флаг ему и его экипажу принесло участие в Наваринском сражении 1827 года, в котором «Азов» одержал победу в бою с пятью турецкими кораблями (в том числе с 80-пушечным флагманом «Мухарем-бей»).

## История создания корабля

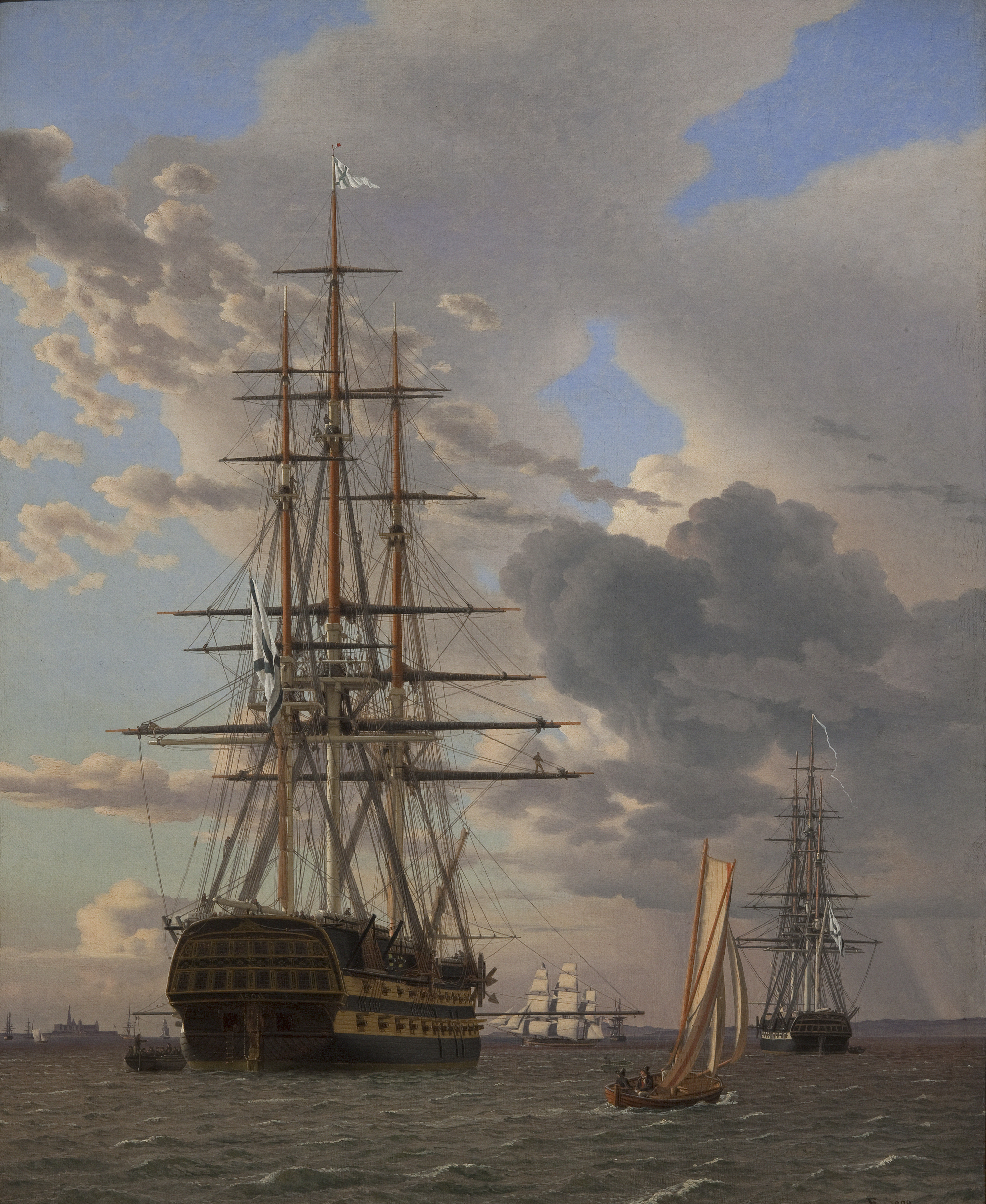
Русский линейный корабль «Азов» и фрегат на рейде Эльсинора. Худ. Кристоффер Эккерсберг, 1828 г.

В Российском флоте, начиная со времён Петра I, было десять кораблей под названием «Азов» или «Память Азова», самым известным и прославленным из которых стал линейный корабль «Азов» постройки 1826 года.
Этот 74-пушечный корабль был заложен на стапеле Соломбальской верфи в Архангельске 20 октября (1 ноября) 1825 года и спущен на воду 26 мая (7 июня) 1826 года. Официальным строителем корабля считался знаменитый мастер А. М. Курочкин, который за 35 лет службы построил на архангельских верфях 87 судов. Однако, ко времени постройки «Азова» Курочкин был уже пожилым человеком («Азов» стал его последним кораблём), и фактически работы возглавлял его помощник, впоследствии известный кораблестроитель В. А. Ершов.
Ещё во время строительства в феврале 1826 года командиром корабля «Азов» был назначен известный мореплаватель и первооткрыватель Антарктиды, капитан 1 ранга Михаил Петрович Лазарев. Получив это назначение, Лазарев принял активное участие в постройке корабля. После осмотра строящегося «Азова», Лазарев предложил внести в его конструкцию ряд изменений; 22 пункта из перечня Лазарева были приняты, что позволило существенно улучшить корабль. Он уделял особое внимание боевой мощи корабля и удобству планировки его внутренних помещений. «Азов», построенный известным мастером с учётом пожеланий прославленного мореплавателя, оказался настолько хорош в конструктивном отношении, что по этому проекту на верфях Архангельска и Петербурга с 1826 по 1836 годы было построено пятнадцать однотипных кораблей, а подлинный его чертёж был выгравирован на медной доске, «для сохранения его и впредь в неизменности».

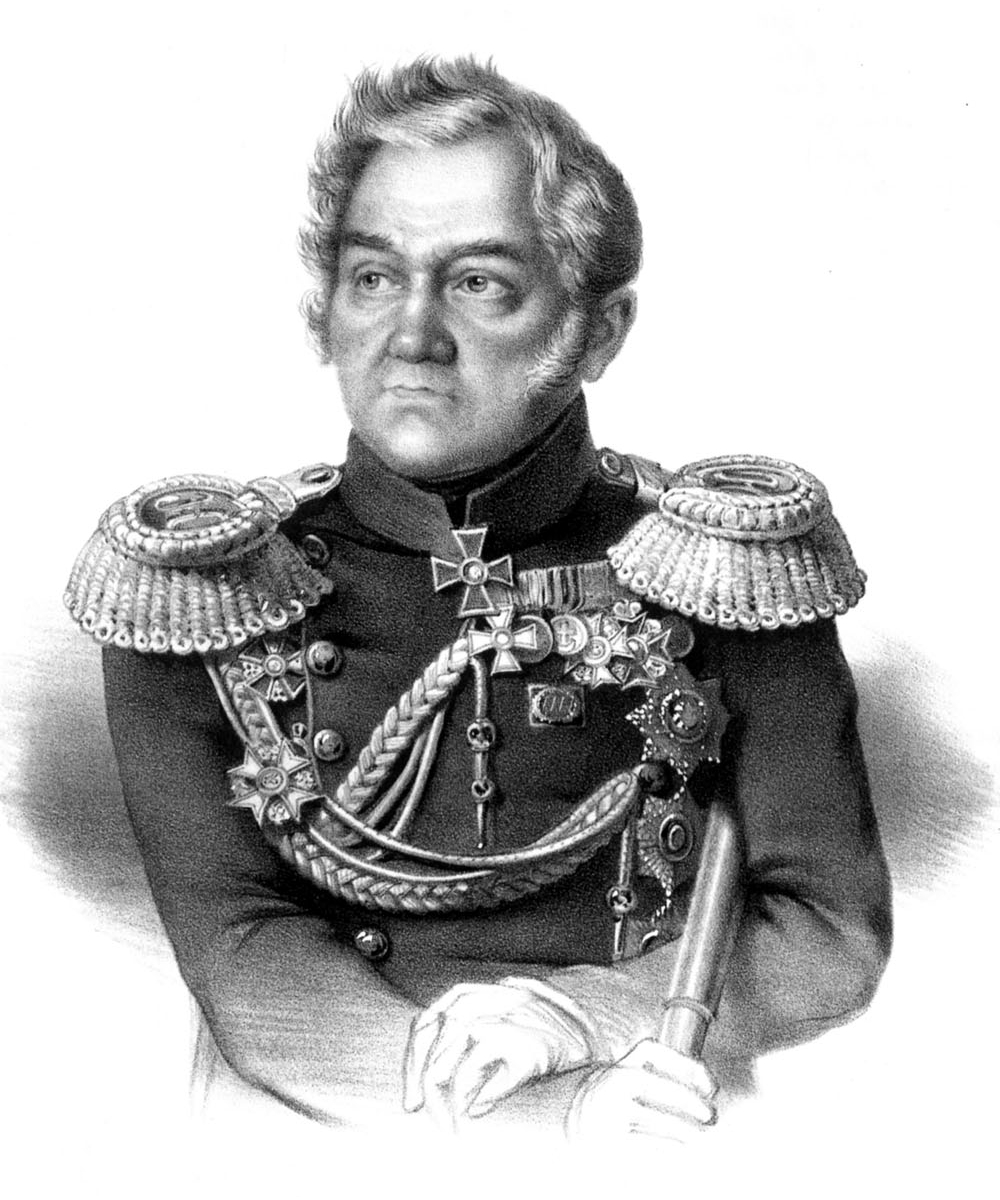
М. П. Лазарев — первый командир «Азова»

В августе-сентябре 1826 года «Азов» в составе эскадры под общим командованием М. П. Лазарева перешёл из Архангельска в Кронштадт. В Кронштадте специально учреждённая комиссия для приёмки построенных кораблей проверила «Азов» и сделала вывод, что он «многое отделан действительно отлично с отменной удобностью и пользой для флота». Председатель приёмной комиссии вице-адмирал С. А. Пустошкин в своём рапорте Адмиралтейств-коллегии сообщал: «Всё то полезное устройство на корабле „Азов“ сделано благоразумным распоряжением командира оного капитана 1 ранга Лазарева… то я, как первенствующий комиссии, и отношу всё сие в полной мере к собственной чести и усердию ко благо службы его, Лазарева…».
В 1827 году подводную часть «Азова» обшили медью. На корабль была также установлена недостающая артиллерия.

## Описание корабля

### Конструкция
Один из двадцати пяти парусных линейных кораблей с деревянным корпусом типа «Иезекиль», построенных в Архангельске и Санкт-Петербурге с 1825 по 1863 год по проекту корабельного мастера A. M. Курочкина. Это была последняя крупная серия линейных кораблей российского парусного флота. Корабли этого типа отличались прочностью корпуса, хорошей мореходностью, удобным расположением артиллерии и рациональной планировкой внутренних помещений. Конструкция корабля «Азов», как и других кораблей серии, была типична для линейных кораблей 1801—1847 годов: он имел три мачты с прямым парусным вооружением и двухсоставный бушприт с мартин-гиком. Всего имелось десять прямых парусов: фок, фор-марсель, фор-брамсель и фор-бом-брамсель на фок-мачте; грот, грот-марсель, грот-брамсель и грот-бом-брамсель на грот-мачте; крюйсель, крюйс-брамсель, крюйс-бом-брамсель и гафельная бизань на бизань-мачте. Косые паруса были представлены кливером и стакселями.
Водоизмещение корабля составляло 3000 тонн, длина между перпендикулярами по сведениям из различных источников от 54,25 до 54,3 метра, ширина без обшивки — 14,6 метра, а осадка от 5,82 до 6 метров. По официальной классификации корабли этой серии относились к 74-пушечным, но в действительности несли от 74-х до 86-ти 24– и 36-фунтовых орудий.

### Декор

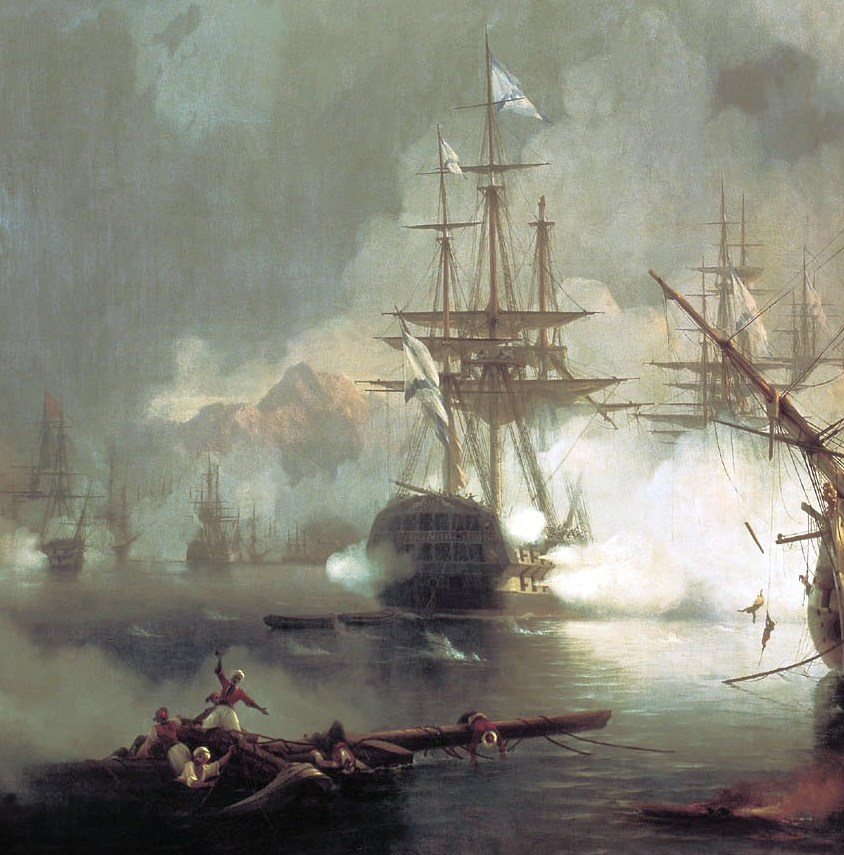
Корабль «Азов» на картине Айвазовского «Сражение при Наварине» (фрагмент, 1848)

По мнению Т. М. Матвеевой, автора монографии об убранстве русских парусных морских судов XVIII — первой половины XIX века, «Азов» был одним из красивейших кораблей российского флота. Его корпус украшал тонкий резной орнамент. В центре гакаборта находился большой двуглавый орёл в принятой в 1825 году форме. В правой лапе орёл держал перевитые лентами громовые стрелы и факел, в левой — лавровый венок. Края гакаборта были украшены изящными пальметтами, ниже которых располагались двенадцатиконечные звёзды.
По корме шло два ряда по девять окон, разделённые фризом из воинских атрибутов: знамён, барабанов, щитов, пушечных дул и пирамидок ядер. Меж окон находились ниспадающие гирлянды, украшенные сверху бантами.
Носовая фигура «Азова», выполненная специально командированным из Санкт-Петербурга Николаем Долгановым, достигала в высоту около трёх с половиной метров и изображала воина в золочёном шлеме, доспехах и в коротком плаще. Верхняя часть фигуры была сделана непропорционально крупной для компенсации перспективного сокращения при взгляде снизу.

### Экипаж

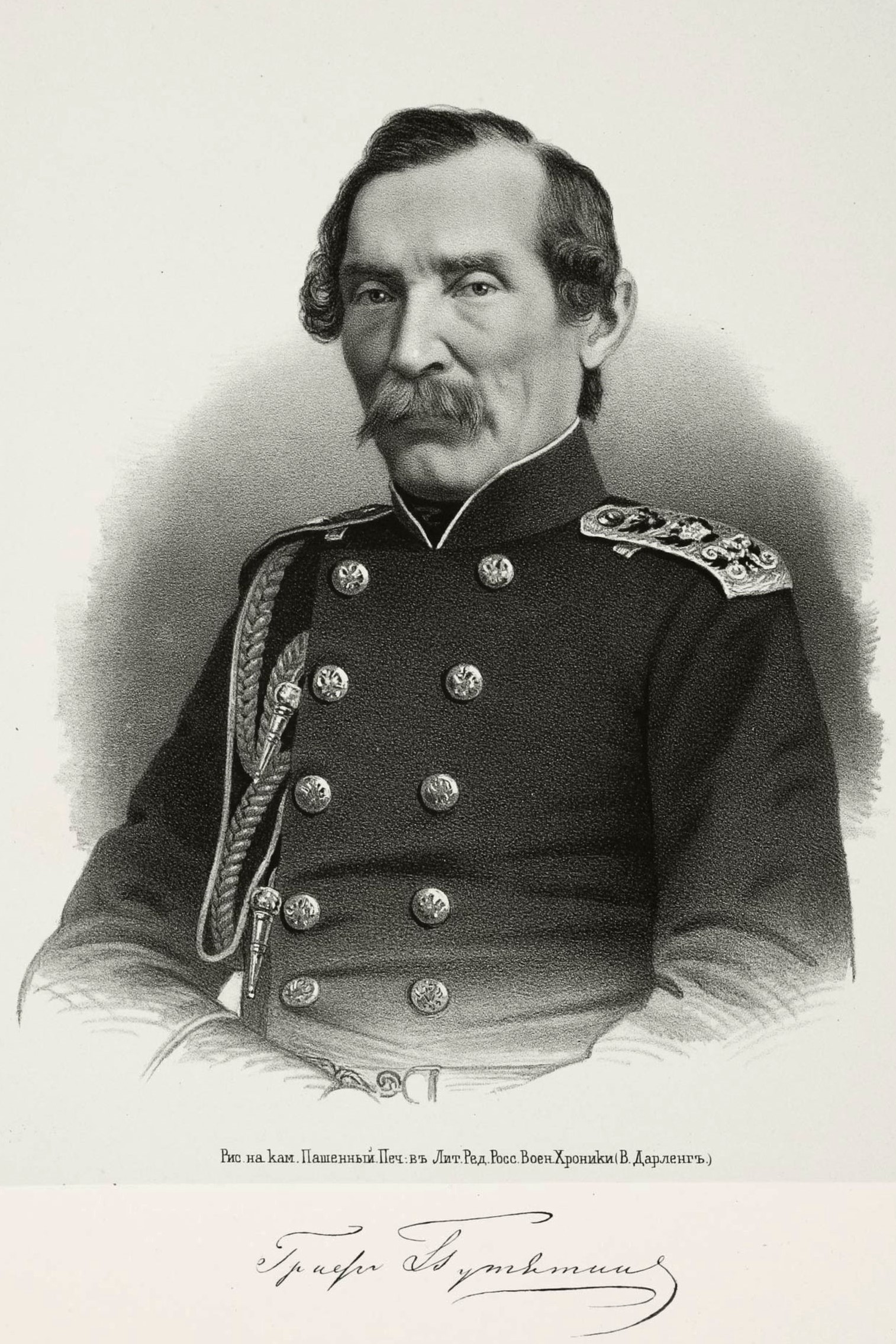
Вице-адмирал Е. В. Путятин

Одновременно с постройкой «Азова» М. П. Лазарев занимался подбором экипажа на корабль. В состав экипажа были зачислены прославленные в будущем флотоводцы, герои обороны Севастополя: лейтенант Павел Степанович Нахимов, мичман Владимир Алексеевич Корнилов, гардемарин Владимир Иванович Истомин.
Также на корабле служили: лейтенант И. П. Бутенев, мичман А. А. Домашенко, мичман Евфимий Васильевич Путятин — впоследствии адмирал и член государственного совета.
Во время Наваринского сражения на «Азове» находился командир русской эскадры контр-адмирал граф Л. П. Гейден и на корабле был поднят его контр-адмиральский флаг.
Командирами «Азова» были М. П. Лазарев (1826—1828) и С. П. Хрущов (1828—1830).

## История службы
При начале перехода из Архангельска в Кронштадт «Азов» попал в жестокий северо-западный шторм, во время которого нижние реи корабля были спущены. После этого при поднятых парусах в бом-брамсельный ветер был сломан грот-марса-рей, но повреждения быстро удалось исправить. В проливе Скагеррак корабль был прихвачен крепким северо-западным ветром. В Копенгагене дул встречный ветер, из-за чего корабль простоял там три дня. 19 сентября «Азов» подошёл к русской эскадре, стоявшей на рейде у Кронштадта и 4 октября вместе с остальными кораблями вошёл в гавань.
21 мая (2 июня) 1827 года русская эскадра, под командованием адмирала Сенявина, вытянулась на Кронштадтский рейд согласно поступившим распоряжениям. Адмирал поднял свой флаг на корабле «Азов»; младшими флагманами были корабль «Александр Невский», под командованием вице-адмирала Лутохина, и корабль «Святой Андрей», под командованием контр-адмирала графа Гейдена. Вся эскадра состояла из девяти кораблей, семи фрегатов и одного корвета.
В полночь 10 (22) июня 1827 года на корабль «Азов» поднялся император Николай I. Ночным сигналом было приказано сняться с якоря; с восходом на «Азове» под пушечный салют из крепостных и корабельных пушек был поднят штандарт, означающий присутствие императора.
После манёвров у Красной Горки на корабле «Азов» подняли сигнал богослужения. Император Николай Павлович присутствовал при совершении напутственного молебна. При прощании с русской эскадрой на корабле «Азов» Николай I произнёс: «Надеюсь, что в случае каких-либо военных действий, поступленно будет с неприятелем по-русски».
Император покинул корабль, не дожидаясь темноты. В этот же день «Азов» в составе эскадры отправился в Англию. 28 июля (9 августа) 1827 года эскадра прибыла в Портсмут, главную базу английского флота.

### «Азов» в Наваринском сражении

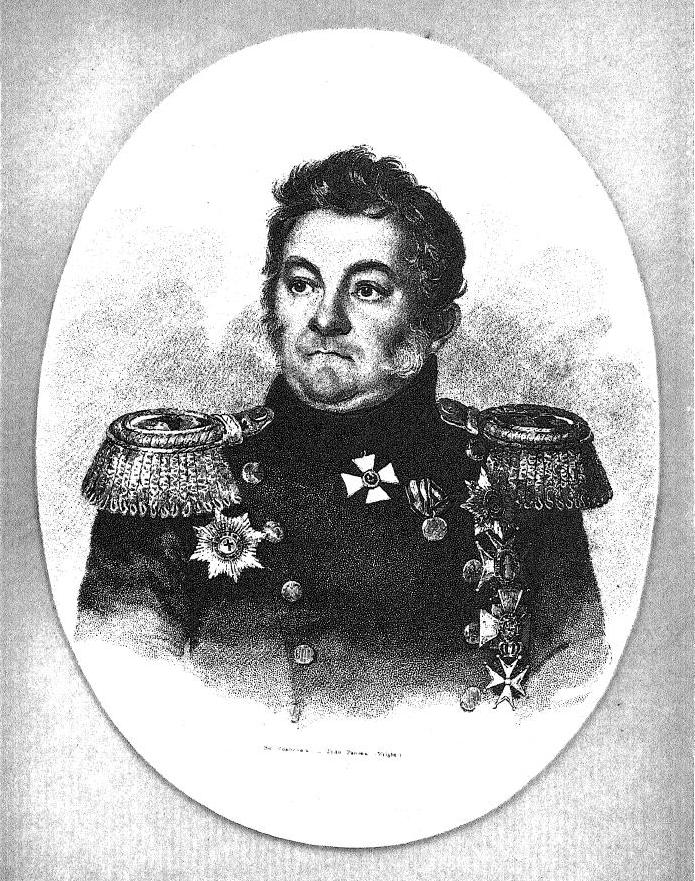
Командир русской эскадры Логин Петрович Гейден (свой флаг держал на «Азове»)

Наваринское сражение 1827 года, бывшее, с одной стороны, частью греческого национально-освободительного движения, с другой — проявлением борьбы России и Турции за влияние на Балканах, стало одним из ярчайших морских сражений XIX века. Участниками сражения были соединённые эскадры России, Англии и Франции, с одной стороны, и турецко-египетский флот — с другой.
В час дня соединённый флот приблизился ко входу Наваринской гавани двумя колоннами. Одна из них состояла из английских и французских кораблей, а другая — из российской эскадры. После того, как колонна союзников миновала крепостные батареи и встала на якорь, российская колонна с идущим впереди адмиралтейским кораблём «Азов» подошла ко входу гавани.
В это время на одном из турецких брандеров произошла сильная ружейная пальба, в которой был убит английский лейтенант Фиц-Рой, посланный в качестве парламентёра. В его задачи входило заставить командира брандера отойти дальше от союзных кораблей. Через некоторое время с одного из египетских корветов раздался первый выстрел в сторону французского фрегата.

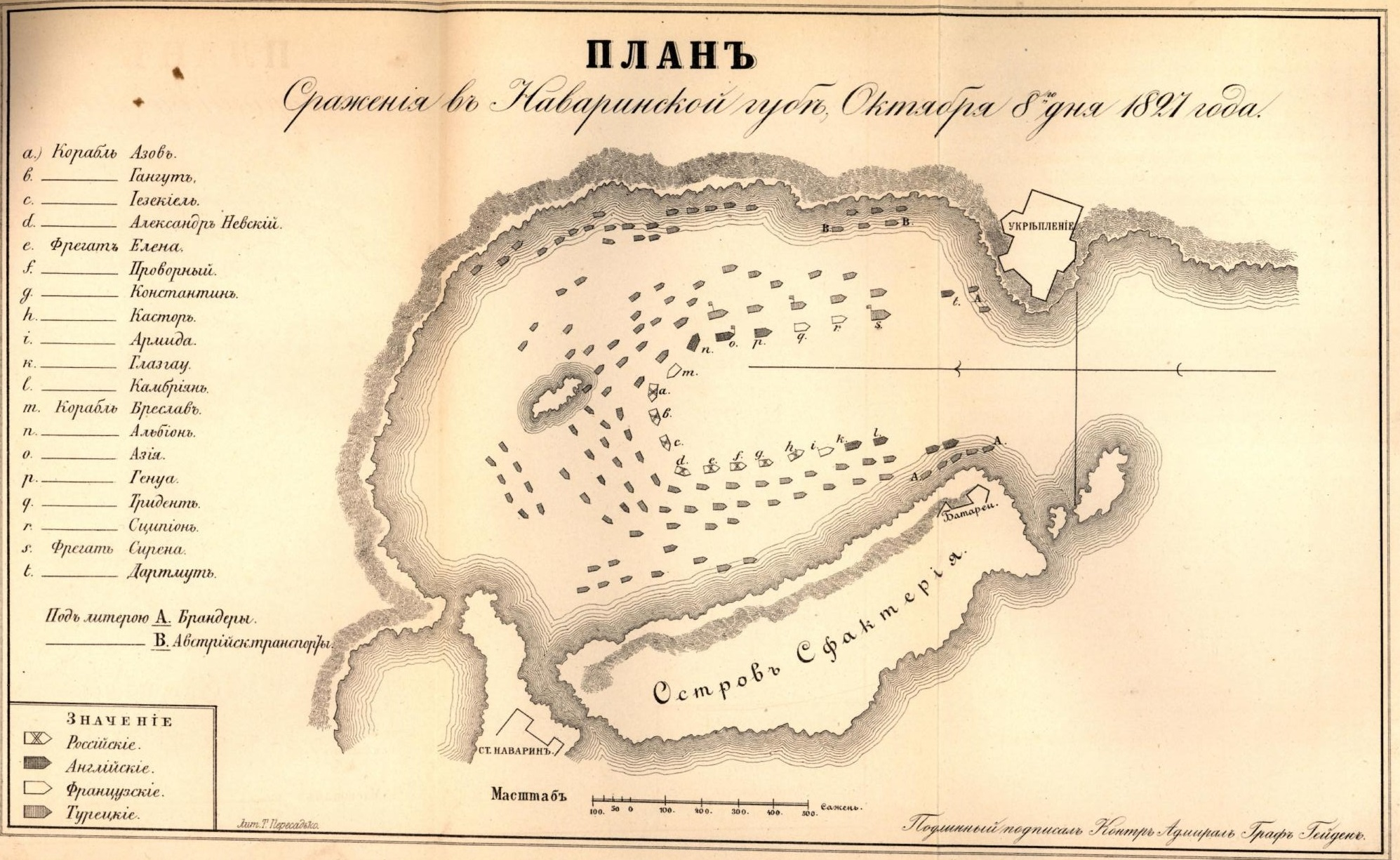
Схема Наваринского сражения

После приближения «Азова» ко входу в гавань он оказался между батареями Наваринской крепости и батареями острова Сфактерии, с которых сразу же был направлен перекрёстный огонь против корабля, а потом и против других по мере их приближения. Не обращая внимание на выстрелы пушек, «Азов» продолжил своё движение, не стреляя в ответ, и стал на якорь в запланированном месте. Корабли «Гангут», «Иезекииль», «Александр Невский» и четыре шедших за ними фрегата заняли назначенные им места.
Заняв своё место, «Азов» вступил в бой против пяти неприятельских кораблей, находившихся на расстоянии полутора-двух кабельтовых. На русский линейный корабль обрушились 60- и 36-фунтовые ядра. Одним из выстрелов «Азова» была перебита грот-мачта крупного турецкого корабля, который сильно накренился, и его ядра перестали попадать в «Азов». Вскоре турецкому кораблю пришлось отойти на вторую линию. Почти одновременно снаряд с «Азова» попал в крюйт-камеру другого турецкого корабля, и тот взлетел на воздух. Сам «Азов» также получил сильные повреждения: фок-мачта была выбита из степса, две пушки соскочили с брюков, от зажжённого фитиля стал взрываться порох, начался пожар. Однако, проявив исключительное самообладание, моряки быстро справились с пламенем.

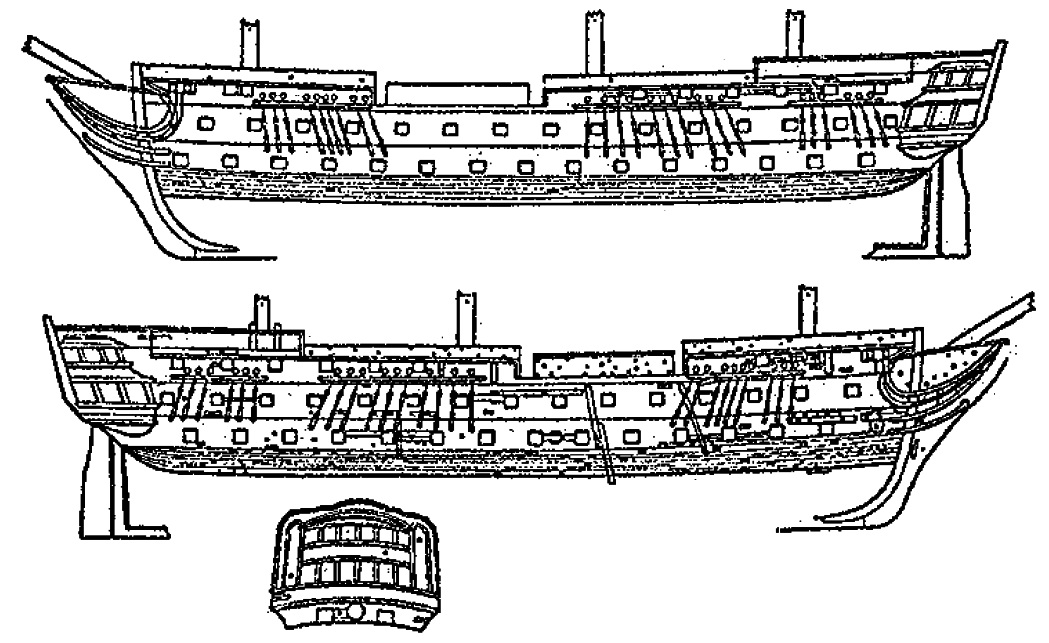
Схема повреждений корпуса «Азова» в Наваринском сражении

В ходе сражения «Азов» оказывал помощь соседям: рядом с ним вёл артиллерийскую дуэль с 84-пушечным линейным кораблём турецко-египетской эскадры английский флагман «Азия». В один из моментов боя неприятельский корабль развернулся кормой к «Азову». Командир корабля Михаил Петрович Лазарев немедленно воспользовался этим и приказал ударить по нему из 14 пушек левого борта. В результате кормовая оконечность турецкого корабля была полностью разрушена, там начался сильный пожар, а поскольку «Азов» картечным огнём помешал туркам ликвидировать огонь, очень скоро корабль неприятеля, охваченный пламенем, взорвался.
В итоге русский флагман потопил три фрегата, один корвет, вынудил выброситься на мель и сжёг 80-пушечный турецкий флагман «Мухарем-бей».
В бою «Азов» получил 153 пробоины (из которых семь — ниже ватерлинии), были перебиты все мачты, стеньги и реи, прострелены паруса, перебит такелаж. Среди экипажа потери составили 24 человека убитыми (все погибшие — нижние чины) и 67 ранеными (6 офицеров и 61 нижний чин).
Сражение продолжалось около четырёх часов и закончилось уничтожением турецко-египетского флота. Русская эскадра под командованием контр-адмирала Логина Петровича Гейдена разгромила весь центр и правый фланг неприятельского флота. Она приняла на себя главный удар превосходящего числом и орудиями противника и уничтожила бо́льшую часть его кораблей. Потери турецко-египетского флота составили более 60 кораблей и 6—7 тысяч убитых при общей численности 20 тысяч. Союзники не потеряли ни одного корабля, а потери убитыми и ранеными составили 181 и 480 человек соответственно.

### Герои «Азова»

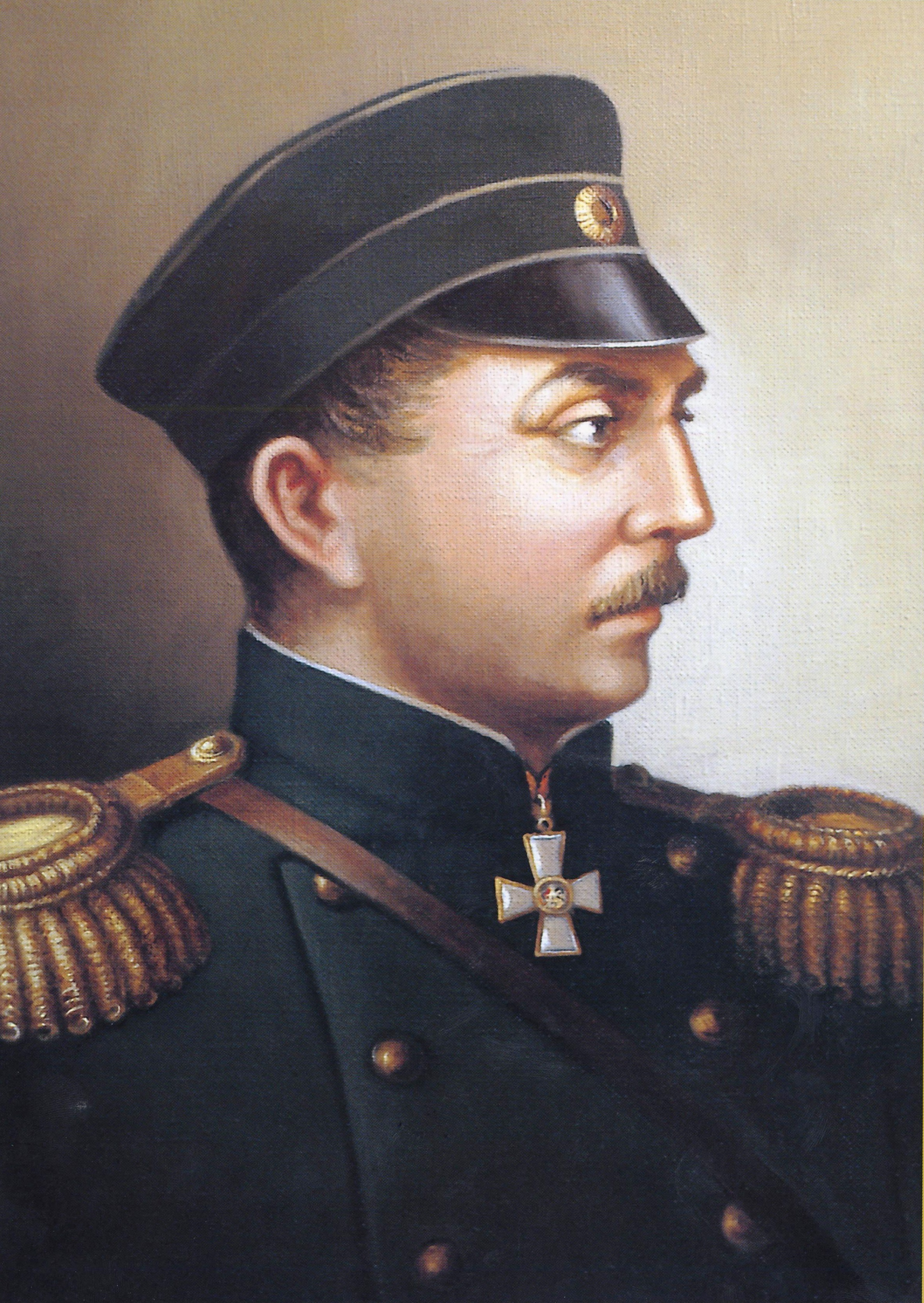
Будущий адмирал Павел Нахимов служил на «Азове» лейтенантом

Каждый из офицеров «Азова» проявил храбрость и военное умение.
Геройски проявил себя лейтенант И. П. Бутенев: с раздробленной ядром рукой он мужественно командовал батареей, игнорируя просьбы Нахимова отправиться на перевязку и только по приказу Лазарева Бутенев направился на перевязочный пункт.
П. С. Нахимов писал об этом случае:
Надо было любоваться, с какой твёрдостью перенёс он операцию и не позволял себе сделать оной ранее, нежели сделают марсовому уряднику, который прежде его был ранен.
Более того, прямо с операционного стола Бутенев сорвался и выбежал на палубу, чтобы разделить общую радость по поводу победы над очередным турецком кораблём, где и упал без сознания.
Самую же высокую оценку заслужил сам командир «Азова» М. П. Лазарев. В своём донесении Л. П. Гейден писал:
Неустрашимый капитан 1 ранга Лазарев управлял движениями Азова с хладнокровием, искусством и мужеством примерным.
П. С. Нахимов о своём командире писал:
Я до сих пор не знал цены нашему капитану. Надобно было на него смотреть во время сражения, с каким благоразумием, с каким хладнокровием он везде распоряжался. Но у меня не достаёт слов описать все его похвальные дела, и я смело уверен, что русский флот не имел подобного капитана.
В историческом журнале эскадры было записано:
…Храбрый и опытный капитан Лазарев, находясь попеременно в разных местах корабля своего, управлял оным с хладнокровием, отличным искусством и примерным мужеством, личным присутствием ободрял мужественный экипаж свой, искусно направляя действия артиллерии, ускоряя тем разрушение сил оттоманов.
Все герои были отмечены наградами за Наваринское сражение.
Награды героев

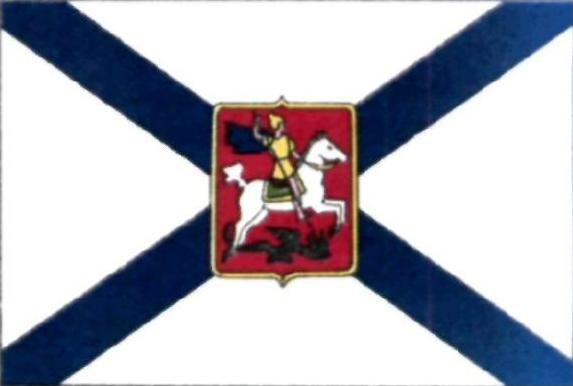
Георгиевский флаг

- За подвиг в Наваринском сражении М. П. Лазарев получил звание контр-адмирала и был награждён сразу четырьмя орденами[12], в том числе от имени английского короля — орденом Бани, французского короля — орденом Святого Людовика[35], а в 1835 году — греческим орденом Святого Спасителя[36][37][38].
- Лейтенанты Нахимов и Бутенев были удостоены высшей награды для молодых офицеров — ордена св. Георгия 4-й степени и произведены в следующий чин капитан-лейтенанта[8].
- В следующий чин был произведён мичман В. А. Корнилов. Также он получил орден св. Анны 4-й степени.
- Гардемарин В. И. Истомин произведён в следующий чин и удостоен за храбрость и отвагу Георгиевского креста.
- Сам «Азов» был отмечен высшей наградой: указом Николая I от 17 (29) декабря 1827 года впервые за всю историю русского флота[39] ему был пожалован кормовой адмиральский Георгиевский флаг и вымпел «в честь достохвальных деяний начальников, мужества и неустрашимости офицеров и храбрости нижних чинов»[6][40]. Также предписывалось всегда иметь в составе флота корабль «Память Азова», на котором поднимать Георгиевский флаг[41]. Подлинный Георгиевский флаг с корабля «Азов» размером 9,5 на 14 метров в настоящее время находится в Центральном Военно-Морском музее.

### После Наваринского сражения

Город Азов, надпись о корабле перед памятником Лазареву

После сражения «Азов» с эскадрой вышел из Наваринской бухты и 27 октября прибыл в Ла-Валлетту, где встал на ремонт. 17 (29) декабря 1827 года «Азов» был награждён кормовым Георгиевским адмиральским флагом. 22 марта 1828 года Георгиевский флаг, специально доставленный из России курьером, был поднят на русском флагмане. Вся эскадра салютовала «Азову» пятьюстами выстрелами. 1 апреля 1828 года на «Азове», там же, в Ла-Валлетте, состоялся суд над офицерами корабля «Александр Невский», также находившегося на ремонте. Офицеры обвинялись в бесчеловечном обращении с матросами.
«Азов» участвовал в русско-турецкой войне 1828—1829 годов, крейсировал у берегов Греции, в Эгейском море, участвовал в блокаде пролива Дарданеллы, а в начале 1830 года вышел от острова Порос в Россию по маршруту Мальта — Гибралтар — Ла-Манш — Копенгаген и в мае прибыл в Кронштадт. Во время этого плавания «Азов» шёл во льдах по Финскому заливу.
С июля по октябрь того же года «Азов» находился в практическом плавании с эскадрой в Финском заливе. В мае 1830 года корабль вернулся в Кронштадт. В 1831 году корабль-герой был разобран, так как повреждения, полученные кораблём в боях и за время трёхлетнего похода вдали от баз, оказались достаточно серьёзными.

## Воспитание на «Азове
Командир «Азова» Лазарев учил своих офицеров уважению в матросе его человеческого достоинства. Капитану удалось создать на «Азове» атмосферу взаимоуважения между офицерами и нижними чинами, что тогда было редкостью. В этом плане известен эпизод, происшедший в районе Сицилии во время перехода «Азова» из Портсмута в Наваринскую бухту. Молодой матрос, работавший на реях, сорвался и упал в море. Увидев это, мичман Александр Александрович Домашенко бросился в воду на помощь. Ему удалось добраться до матроса и помогать тому удерживаться на поверхности воды, однако, сильное волнение и налетевший шквал не позволил быстро спасти потерпевших — раньше, чем к ним сумела подойти спущенная шлюпка, офицер и матрос утонули. Лейтенант Нахимов, бывший свидетелем этой сцены, в письме своему другу М.Ф. Рейнеке писал: «О, любезный друг, какой великодушный поступок! Какая готовность жертвовать собой для пользы ближнего! Жаль, очень жаль, ежели этот поступок не будет помещён в историю нашего флота…». Однако, в Морском ведомстве чиновники не нашли в этом поступке благородства и храбрости, и в награде мичману было отказано со ссылкой на то, что матрос не был спасён, да и сам Домашенко утонул. Но император Николай I приказал пожизненно выплачивать матери Домашенко двойной оклад сына, а также «ежели есть сёстры, то распространить право на пенсию и на них, до замужества» (мичман участвовал в кругосветном путешествии на фрегате «Крейсер», за что и получал двойное жалованье).

В настоящее время в Летнем саду Кронштадта стоит памятник мичману А. А. Домашенко, воспитаннику школы М. П. Лазарева, прославляющий мужество и благородство молодого моряка. На памятнике сделана надпись: 
Офицеры корабля «Азов» любезному сослуживцу, бросившемуся с кормы корабля для спасения погибающего в волнах матроса и заплатившего жизнью за столь человеколюбивый поступок.
Этот памятник является старейшим сохранившимся памятником Кронштадта.

## «Память Азова»

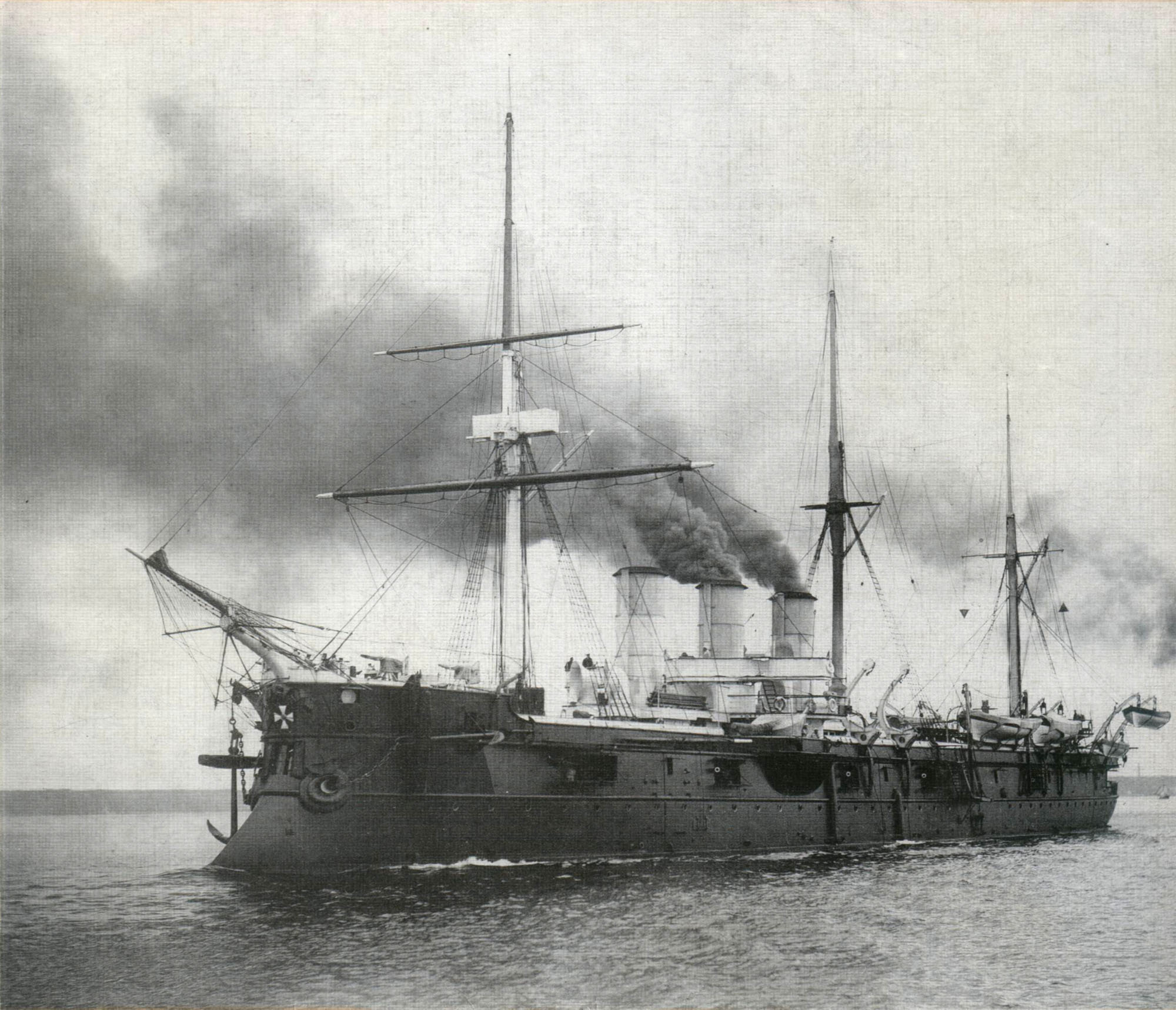
Броненосный крейсер «Память Азова», 1902 год

После выведения «Азова» из состава флота его Георгиевский флаг, согласно предписанию, был передан на 86-пушечный корабль «Память Азова», названный так в честь героического предшественника. Этот корабль, так же, как и «Азов», был построен В. А. Ершовым, а его командиром был назначен последний командир «Азова» — С. П. Хрущов. «Память Азова» находился в практических плаваниях в Балтийском море и Финском заливе, а 3 (15) июля 1836 года принимал участие в церемонии встречи балтийским флотом Ботика Петра I. В 1835 году кораблём командовал Андрей Петрович Лазарев, старший брат Михаила Петровича Лазарева.
В 1848 году «Память Азова» был переоборудован в блокшив, а в 1854-м — разобран. Последний командир «Памяти Азова» П. С. Лутковский стал командиром нового 74-пушечного корабля этого же имени, на котором также был поднят Георгиевский флаг «Азова». Новый корабль участвовал в Крымской войне, а после неё, в 1856—1857 годах перевозил грузы между Кронштадтом и Ревелем. С 1858 года «Память Азова» более не вооружался до самого своего списания 11 сентября 1863 года. Когда второй корабль «Память Азова» был списан, его Георгиевский флаг был передан в музей.
В 1890 году появился третий корабль «Память Азова» — паровой полуброненосный крейсер. На нём в августе 1906 года произошло революционное восстание, что стало причиной его переименования и переквалификации — броненосный крейсер «Память Азова» стал учебным судном «Двина», и лишился своих отличий (Георгиевского флага и креста). Однако, после Февральской революции Морское министерство издало указ «О возвращении названий кораблям, отнятым у них за революционные выступления», в результате которого «Двина» снова стала «Памятью Азова», но знаки отличия кораблю не вернули — вместо Георгиевского был поднят красный флаг. В 1919 году корабль был потоплен в результате ночной атаки английских торпедных катеров в Лесной гавани Кронштадта, бывшей в то время базой подводных лодок. «Память Азова» стоял у выхода из гавани, развёрнутый бортом в сторону атаки. Приняв удар двух торпед крейсер затонул. Это был первый и последний бой корабля за всё время его службы.
В 1990 году в состав Черноморского флота вошёл большой десантный корабль «БДК-54», построенный в Гданьске по проекту 775М. В 2000 году ему было присвоено название «Азов». По состоянию на 2014 год это последний корабль, которому было присвоено имя «Азов».